# Кінонагорода MTV за найкращий фільм
Кінонагорода MTV за найкращий фільм (англ. MTV Movie Award for Best Movie) вручається з 1992 року. З 2012 по 2017 рік вона мала назву Кінонагорода MTV за фільм року (англ. MTV Movie Award for Movie of the Year).

## Переможці й номінанти

### 1992 — 2010
| РІК  | ПЕРЕМОЖЕЦЬ                            | НОМІНАНТИ                                                                                          |
| ---- | ------------------------------------- | -------------------------------------------------------------------------------------------------- |
| 1992 | Термінатор 2: Судний день             | Зворотна тяга Хлопці з вулиці Джон Ф. Кеннеді. Постріли в Далласі Робін Гуд: Принц злодіїв         |
| 1993 | Декілька хороших хлопців              | Аладдін Основний інстинкт Охоронець Малколм Ікс                                                    |
| 1994 | Загроза суспільству                   | Утікач Парк Юрського періоду Філадельфія Список Шиндлера                                           |
| 1995 | Кримінальне чтиво                     | Ворон Форрест Гамп Інтерв'ю з вампіром: Хроніка життя вампіра Швидкість                            |
| 1996 | Сім                                   | Аполлон-13 Хоробре серце Безголові Небезпечні думки                                                |
| 1997 | Крик                                  | День незалежності Джеррі Маґвайр Скеля Ромео + Джульєта                                            |
| 1998 | Титанік                               | Остін Паверс: Міжнародна людина-загадка Без обличчя Розумник Вілл Гантінґ Люди в чорному           |
| 1999 | Дещо про Мері                         | Армагеддон Врятувати рядового Раяна Закоханий Шекспір Шоу Трумена                                  |
| 2000 | Матриця                               | Краса по-американськи Американський пиріг Остін Паверс: Шпигун, який мене спокусив Шосте відчуття  |
| 2001 | Гладіатор                             | Тигр підкрадається, дракон ховається Ерін Брокович Ганнібал Люди Ікс                               |
| 2002 | Володар Перснів: Братерство Персня    | Падіння «Чорного яструба» Форсаж Білявка в законі Шрек                                             |
| 2003 | Володар Перснів: Дві вежі             | Восьма Миля Перукарня Дзвінок Людина-павук                                                         |
| 2004 | Володар Перснів: Повернення короля    | 50 перших поцілунків У пошуках Немо Пірати Карибського моря: Прокляття «Чорної перлини» Люди Ікс 2 |
| 2005 | Наполеон Динаміт                      | Суперсімейка Убити Білла. Фільм 2 Рей Людина-павук 2                                               |
| 2006 | Непрохані гості                       | Сорокалітній незайманий Бетмен: Початок Кінг Конг Місто гріхів                                     |
| 2007 | Пірати Карибського моря: Скриня мерця | 300 спартанців Леза слави Борат Маленька міс Щастя                                                 |
| 2008 | Трансформери                          | Я — легенда Джуно Скарб нації 2: Книга Таємниць Пірати Карибського моря: На краю світу Суперперці  |
| 2009 | Сутінки                               | Темний лицар Шкільний мюзикл: Випускний Залізна людина Мільйонер із нетрів                         |
| 2010 | Молодий місяць                        | Аліса в країні чудес Аватар Похмілля у Вегасі Гаррі Поттер і Напівкровний Принц                    |

### 2011 —
| РІК  | ПЕРЕМОЖЕЦЬ                         | НОМІНАНТИ |
| ---- | ---------------------------------- | --- |
| 2011 | Сутінки. Сага: Затемнення          | Чорний лебідь Гаррі Поттер і Смертельні реліквії: Частина 1 Початок Соціальна мережа                              |
| 2012 | Сутінки Сага: Світанок — Частина 1 | Подружки нареченої Гаррі Поттер і Смертельні реліквії: Частина 2 Прислуга Голодні ігри                            |
| 2013 | Месники                            | Темний лицар повертається Джанґо вільний Збірка промінців надії Третій зайвий                                     |
| 2014 | Голодні ігри: У вогні              | 12 років рабства Американська афера Хоббіт: Пустка Смога Вовк з Уолл-стріт                                        |
| 2015 | Винні зірки                        | Американський снайпер Юність Загублена Вартові галактики Голодні ігри: Переспівниця. Частина І Сельма Одержимість |
| 2016 | Зоряні війни: Пробудження Сили     | Месники: Ера Альтрона Крід: Спадок Роккі Бальбоа Дедпул Світ Юрського періоду Просто із Комптона                  |
| 2017 | Красуня і Чудовисько               | Майже сімнадцять Пастка Лоґан: Росомаха Бунтар Один. Зоряні Війни. Історія                                        |
| 2018 | Чорна Пантера                      | Месники: Війна нескінченності Ульотні дівчата Воно Диво-жінка                                                     |
| 2019 | Месники: Завершення                | Чорний куклукскланівець Людина-павук: Навколо всесвіту Усім хлопцям, яких я кохала раніше Ми                      |
| 2021 | Усім хлопцям: Завжди і назавжди    | Борат 2 Іуда і чорний месія Перспективна дівчина Душа                                                             |
| 2022 | Людина-павук: Додому шляху нема    | Дюна Крик Шан-Чі та Легенда Десяти Кілець Проєкт Адам Бетмен                                                      |
| 2023 | Крик 6                             | Аватар: Шлях води Чорна пантера: Ваканда назавжди Елвіс Ноу Усміхайся Найкращий стрілець: Маверік                 |